# Villiers-sur-Morin
Villiers-sur-Morin és un municipi francès, situat al departament de Sena i Marne i a la regió de Illa de França. L'any 2007 tenia 1.684 habitants.
Forma part del cantó de Serris, del districte de Meaux i de la Comunitat de comunes Pays Créçois.

## Demografia

### Població
El 2007 la població de fet de Villiers-sur-Morin era de 1.684 persones. Hi havia 639 famílies, de les quals 142 eren unipersonals (69 homes vivint sols i 73 dones vivint soles), 187 parelles sense fills, 269 parelles amb fills i 41 famílies monoparentals amb fills.
La població ha evolucionat segons el següent gràfic:
Habitants censats

### Habitatges
El 2007 hi havia 831 habitatges, 645 eren l'habitatge principal de la família, 110 eren segones residències i 75 estaven desocupats. 712 eren cases i 53 eren apartaments. Dels 645 habitatges principals, 526 estaven ocupats pels seus propietaris, 96 estaven llogats i ocupats pels llogaters i 23 estaven cedits a títol gratuït; 24 tenien una cambra, 53 en tenien dues, 123 en tenien tres, 149 en tenien quatre i 296 en tenien cinc o més. 518 habitatges disposaven pel capbaix d'una plaça de pàrquing. A 299 habitatges hi havia un automòbil i a 287 n'hi havia dos o més.

### Piràmide de població
La piràmide de població per edats i sexe el 2009 era:
| Homes | Edats   | Dones |
| ----- | ------- | ----- |
| 0     | 95 o +  | 0     |
| 8     | 90 a 94 | 8     |
| 12    | 85 a 89 | 16    |
| 4     | 80 a 84 | 8     |
| 40    | 75 a 79 | 32    |
| 12    | 70 a 74 | 16    |
| 44    | 65 a 69 | 24    |
| 24    | 60 a 64 | 44    |
| 28    | 55 a 59 | 20    |
| 72    | 50 a 54 | 52    |
| 72    | 45 a 49 | 68    |
| 56    | 40 a 44 | 76    |
| 60    | 35 a 39 | 48    |
| 52    | 30 a 34 | 56    |
| 60    | 25 a 29 | 52    |
| 36    | 20 a 24 | 44    |
| 52    | 15 a 19 | 36    |
| 40    | 10 a 14 | 48    |
| 36    | 5 a 9   | 52    |
| 44    | 0 a 4   | 48    |

## Economia
El 2007 la població en edat de treballar era de 1.103 persones, 866 eren actives i 237 eren inactives. De les 866 persones actives 788 estaven ocupades (447 homes i 341 dones) i 79 estaven aturades (39 homes i 40 dones). De les 237 persones inactives 64 estaven jubilades, 77 estaven estudiant i 96 estaven classificades com a «altres inactius».

### Ingressos
El 2009 a Villiers-sur-Morin hi havia 644 unitats fiscals que integraven 1.733,5 persones, la mediana anual d'ingressos fiscals per persona era de 23.988 €.

### Activitats econòmiques
Dels 61 establiments que hi havia el 2007, 1 era d'una empresa extractiva, 1 d'una empresa alimentària, 1 d'una empresa de fabricació d'altres productes industrials, 8 d'empreses de construcció, 13 d'empreses de comerç i reparació d'automòbils, 6 d'empreses de transport, 3 d'empreses d'hostatgeria i restauració, 3 d'empreses d'informació i comunicació, 3 d'empreses financeres, 4 d'empreses immobiliàries, 14 d'empreses de serveis, 1 d'una entitat de l'administració pública i 3 d'empreses classificades com a «altres activitats de serveis».
Dels 13 establiments de servei als particulars que hi havia el 2009, 1 era una oficina de correu, 3 paletes, 1 guixaire pintor, 2 lampisteries, 2 electricistes, 1 empresa de construcció, 1 perruqueria i 2 restaurants.
L'únic establiment comercial que hi havia el 2009 era una botiga de material esportiu.

## Equipaments sanitaris i escolars
El 2009 hi havia 1 escola maternal i 1 escola elemental.

## Poblacions més properes
El següent diagrama mostra les poblacions més properes.